# 福岡県特別支援学校一覧
福岡県特別支援学校一覧（ふくおかけんとくべつしえんがっこういちらん）は、福岡県の特別支援学校一覧。

## 特別支援学校（知的障害、肢体不自由、病弱教育）

### 福岡市
- 福岡市立福岡中央特別支援学校
- 福岡市立若久特別支援学校
- 福岡市立東福岡特別支援学校
- 福岡市立生の松原特別支援学校
- 福岡市立屋形原特別支援学校
- 福岡市立南福岡特別支援学校
- 福岡市立今津特別支援学校
- 福岡市立特別支援学校博多高等学園
- 福岡市立特別支援学校清水高等学園
- 福岡市立特別支援学校城浜高等学園

### 北九州市
- 北九州市立八幡特別支援学校
- 北九州市立小池特別支援学校
- 北九州市立小倉南特別支援学校
- 北九州市立小倉北特別支援学校
- 北九州市立八幡西特別支援学校
- 北九州市立門司総合特別支援学校
- 北九州市立小倉総合特別支援学校
- 北九州市立特別支援学校北九州中央高等学園

### 久留米市
- 福岡県立田主丸特別支援学校
- 久留米市立久留米特別支援学校

### 大牟田市
- 大牟田市立大牟田特別支援学校

### 中間市
- 福岡県立特別支援学校北九州高等学園

### 筑紫野市
- 福岡県立特別支援学校福岡高等学園

### 太宰府市
- 福岡県立太宰府特別支援学校

### 筑後市
- 福岡県立筑後特別支援学校

### 古賀市
- 福岡県立古賀特別支援学校（小中学部）
- 福岡県立古賀特別支援学校（高等部）

### 小郡市
- 福岡県立小郡特別支援学校

### 嘉麻市
- 福岡県立嘉穂特別支援学校

### 直方市
- 福岡県立直方特別支援学校

### 築上町
- 福岡県立築城特別支援学校

### 川崎町
- 福岡県立川崎特別支援学校

### 新宮町
- 福岡県立福岡特別支援学校

## 特別支援学校（視覚障害）

### 北九州市
- 福岡県立北九州視覚特別支援学校

### 柳川市
- 福岡県立柳河特別支援学校（視覚障害、肢体不自由、病弱教育）

### 筑紫野市
- 福岡県立福岡視覚特別支援学校
- 福岡県立福岡高等視覚特別支援学校

## 特別支援学校（聴覚障害）

### 福岡市
- 福岡県立福岡聴覚特別支援学校
- 福岡県立福岡高等聴覚特別支援学校

### 北九州市
- 福岡県立小倉聴覚特別支援学校
- 北九州市立八幡小学校 ことばの教室

### 久留米市
- 福岡県立久留米聴覚特別支援学校
- 久留米市立金丸小学校 ことば教室

## 廃校になった特別支援学校
- 福岡県立古賀養護学校（古賀市、2010年北筑前養護学校と統合し古賀特別支援学校へ）
- 福岡県立北筑前養護学校（古賀市、2010年古賀養護学校と統合し古賀特別支援学校へ）
- 福岡県立筑後養護学校赤坂分校（筑後市、2010年閉校）
- 福岡県立福岡養護学校新光園分校（糟屋郡新宮町、2011年閉校）
- 福岡県立直方養護学校（直方市、2015年福岡県立直方聾学校と統合し福岡県立直方特別支援学校へ）
- 福岡県立直方聾学校（直方市、2015年福岡県立直方養護聾学校と統合し福岡県立直方特別支援学校へ）
- 北九州市立北九州特別支援学校(小倉南区、2016年北九州市立企救特別支援学校と統合し北九州市立小倉総合特別支援学校へ）
- 北九州市立企救特別支援学校（小倉南区、2016年一部北九州市立北九州特別支援学校と統合し北九州市立小倉総合特別支援学校へ、一部北九州市立門司総合特別支援学校へ）

## リンク
- 福岡県教育委員会